# Goodridge
Goodridge és una població dels Estats Units a l'estat de Minnesota. Segons el cens del 2000 tenia 98 habitants.

## Demografia
Segons el cens del 2000, Goodridge tenia 98 habitants, 47 habitatges, i 26 famílies. La densitat de població era de 199,1 habitants per km².
Dels 47 habitatges en un 36,2% hi vivien nens de menys de 18 anys, en un 31,9% hi vivien parelles casades, en un 23,4% dones solteres, i en un 42,6% no eren unitats familiars. En el 42,6% dels habitatges hi vivien persones soles el 8,5% de les quals corresponia a persones de 65 anys o més que vivien soles. El nombre mitjà de persones vivint en cada habitatge era de 2,09 i el nombre mitjà de persones que vivien en cada família era de 2,85.
Per edats la població es repartia de la següent manera: un 31,6% tenia menys de 18 anys, un 5,1% entre 18 i 24, un 31,6% entre 25 i 44, un 23,5% de 45 a 60 i un 8,2% 65 anys o més.
L'edat mediana era de 34 anys. Per cada 100 dones de 18 o més anys hi havia 97,1 homes.
La renda mediana per habitatge era de 17.292 $ i la renda mediana per família de 23.125 $. Els homes tenien una renda mediana de 26.250 $ mentre que les dones 14.688 $. La renda per capita de la població era de 12.636 $. Entorn del 19% de les famílies i el 23,8% de la població estaven per davall del llindar de pobresa.

## Poblacions més properes
El següent diagrama mostra les poblacions més properes.